# المغرب في الألعاب الأولمبية الصيفية 1960
شارك المغرب في دورة الألعاب الأولمبية الصيفية 1960، التي أقيمت في روما بإيطاليا، في الفترة الممتدة من 25 أغسطس إلى 11 سبتمبر 1960. شارك المغرب في الأولمبياد بوفد رياضي قوامه 47 رياضيا في 10 ألعاب هي ألعاب القوى والملاكمة وسباق الدراجات والمسايفة والجمباز والسباعي الحديث والأشرعة والرماية ورفع الأثقال والمصارعة.

حصد المغرب ميدالية فضية في هذه الدورة محتلا المرتبة 39 في الترتيب النهائي بين 83 دولة مشاركة.
كانت العداء محمد الزواكي أنذاك أصغر مشارك ضمن الوفد المغربي (18 سنة و 354 يوما) بينما كان أكبر ممثلي المغرب سنا المبارز شارل بنيطاح (53 سنة و 354 يوما).

## الميداليات
| الرياضي            | المنافسة  | ذهبيةذهبية | فضيةفضية | برونزية |
| ------------------ | --------- | ---------- | -------- | ------- |
| راضي بن عبد السلام | ألعاب قوى | -          | 1        | -       |
| المجموع            | 1         | -          | 1        | -       |

## الرياضيون المشاركون

### ألعاب القوى
- محمد الزواكي في 400 متر حواجز وأقصي في الدور الأول ب 55.65
- محمد سعيد في 5000 متر وأقصي في الدور الأول ب 14:53.6
- عبد الله السعودي في الماراثون وحل في المرتبة 61 ب 2 س و 59:41.0
- راضي بن عبد السلام في الماراثون وحل في المرتبة 2 ب 2 س و 15:41.6 وفي ال 10000 متر وحل في المرتبة 14 في النهائي ب 29:34.4
- بكر بنعيسى في الماراثون وحل في المرتبة 8 ب 2 س و 21:21.4
- عبد الله لزرق في ال 800 متر وأقصي في الدور الأول ب 1:55.91
- محمد لحسن في ال 3000 متر حواجز وأقصي في الدور الأول ب 9:29.4
- بوشعيب المعاشي في ال 100 متر وأقصي في الدور الأول ب 10.9 وفي ال 200 متر وأقصي في الدور الأول ب 22.3

### الملاكمة
- محمد حسن في وزن الريشة وأقصي في الدور الأول
- عبد القادر جنجاني في الوزن الخفيف وأقصي في الدور الثاني
- محمد بوبكر في وزن خفيف الوسط وأقصي في الدور الثاني
- محمد بوعزة في وزن الديك وأقصي في الدور الثاني
- مصطفى بن الحبيب في وزن الوسط وأقصي في الدور الأول
- عبد القادر بلغيتي في وزن الذبابة وأقصي في الدور الثاني
- محمد عثماني في وزن الوسط وأقصي في الدور الثاني

### سباق الدراجات
- أحمد عمر ولم ينه السباق على الطريق
- عبد الله الحسين حل في المرتبة 57 في السباق على الطريق على بعد 5:07 من المقدمة
- محمد غندورة حل في المرتبة 46 في السباق على الطريق على بعد 1:01 من المقدمة
- محمد الكورش[1] (شارك باسم محمد بن محمد الذي كان الاسم المكتوب في رخصته الشخصية لممارسة رياضة الدراجات في تلك الفترة[2]) حل في المرتبة 45 في السباق على الطريق على بعد 1:01 من المقدمة

شارك الدراجون الاربعة في السباق ضد الساعة فرق وحل المنتخب المغربي في المرتبة 19 ب 2 س و 27:41.35

### المسايفة
شارك المغرب بسبعة مبارزين لم تتجاوز مشاركاتهم الدور الأول في منافسات الفردي والفرق وفيما يلي أسماء المشاركين حسب الصنف (حرف «ش» يعني مشاركة المبارز في الصنف المشار اليه)
| المبارز           | سيف الشيش فردي | سيف الشيش فرق | سيف المبارزة فردي | سيف المبارزة فرق | السيف العربي فردي | السيف العربي فردي |
| ----------------- | -------------- | ------------- | ----------------- | ---------------- | ----------------- | ----------------- |
| عبد الرحمن السبتي |                | ش             | ش                 | ش                | ش                 | ش                 |
| عباس حرشي         |                | ش             | ش                 | ش                |                   |                   |
| شارل لغريسي       | ش              | ش             | ش                 |                  |                   | ش                 |
| عبد الرؤوف الفاسي | ش              | ش             | ش                 |                  |                   | ش                 |
| جاك بن كاليد      | ش              |               |                   |                  | ش                 | ش                 |
| شارل بنيطاح       |                | ش             |                   | ش                |                   |                   |
| محمد بنجلون       | ش              | ش             |                   | ش                | ش                 | ش                 |

### الجمباز
شارك المغرب ب 6 لاعبين في منافسات الجمباز واحتلو مراكز متأخرة في ترتيب منافسات الفردي (الجدول) والمرتبة 20 في منافسات الفرق
| اللاعب              | حركات أرضية | عقلة | منصة القفز | متوازي | حصان المقابض | حلق | فردي متنوع | منافسات الفرق |
| ------------------- | ----------- | ---- | ---------- | ------ | ------------ | --- | ---------- | ------------- |
| ضريف الطنجاوي       | 121         | 129  | 128        | 127    | 124          | 127 | 127        | ش             |
| محمد السقاط         | 119         | 124  | 126        | 122    | 122          | 122 | 123        | ش             |
| عبد السلام الركراكي | 126         | 125  | 127        | 125    | 125          | 128 | 126        | ش             |
| ميلود مسلك          | 128         | 127  | 109        | 126    | 127          | 123 | 125        | ش             |
| قاسم كليفة          |             | 130  |            | 129    |              |     | 130        | ش             |
| أحمد فلات           | 123         | 123  | 120        | 124    | 123          | 125 | 124        | ش             |

### الخماسي الحديث
- محمد بن شقرون وحل في المرتبة 52
- ناجي المكي ولم يكمل المنافسات

### الأشرعة
المصطفى الحداد حل في المرتبة 31 في الترتيب النهائي ب 1442 نقطة (مجموع 7 سباقات)

### الرماية
- بوشعيب زروال حل في المرتبة 74 في الرماية بالبندقية من 50 متر ثلاث مواقع وفي المرتبة 84 في الرماية بالبندقية من موقع ثابت
- عبد السلام لحميدي حل في المرتبة 75 في الرماية بالبندقية من 50 متر ثلاث مواقع
- محمد بن بوجمعة حل في المرتبة 85 في الرماية بالبندقية من 50 متر ثلاث مواقع
- ناجي المكي حل في المرتبة 54 في الرماية بمسدس من 25 متر وفي المرتبة 66 في الرماية بمسدس من 50 متر

### رفع الأثقال
- عبد الرحيم التازي في الوزن الخفيف وحل في المرتبة 23 بمجموع 307.5 كلغ
- محمد ميلود في وزن الوسط وحل في المرتبة 19 بمجموع 327.5 كلغ
- عبد القادر بن كامل في وزن خفيف الثقيل وحل في المرتبة 20 بمجموع 337.5 كلغ
- مصطفى عدنان في وزن الوسط وحل في المرتبة 13 بمجموع 365.0 كلغ

### المصارعة
- رحال محاسين في وزن الريشة وأقصي في الدور الثالث
- حمو الحداوي خدير في وزن الوسط وأقصي في الدور الثاني
- محمد موكريم بنمنصور في الوزن الخفيف وأقصي في الدور الثاني
- ميشال بن آكون في وزن الديك وأقصي في الدور الثاني
- سام أزولاي في وزن خفيف الوسط وأقصي في الدور الثالث